# Karfreitagsprozession (Berlin-Mitte)
Die Berliner Karfreitagsprozession veranstaltet die Evangelische Kirche im Berliner Ortsteil Mitte seit 2009, inzwischen als ökumenische Prozession, in Erinnerung an den Leidensweg Christi.
Sie beginnt am Vormittag des Karfreitags im Anschluss an den Gottesdienst im Berliner Dom und führt vom Schloßplatz vor dem Berliner Dom zu Kirchen und Erinnerungsorten in Berlin-Mitte bis zum Gendarmenmarkt. Die Prozession läuft schweigend ab, begleitet lediglich durch Paukenschläge. Ein grünes Kreuz wird mitgeführt, das drei Meter hoch und etwa einen Zentner schwer ist und von sechs Personen getragen wird. Das Kreuz erinnert an die Triumphkreuze in mittelalterlichen Kirchen, die grüne Farbe galt früher auch als Farbe der Liebe: das Kreuz wird so zum Zeichen des Triumphes über den Tod in der Auferstehung.
Die Berliner Karfreitagsprozession hat – anknüpfend an die Tradition – wie frühe mittelalterliche Kreuzwege sieben Stationen, deren Zahl sich auf den Leidensweg Jesu bezieht, in anderer Deutung auf die sieben Horen des Stundengebetes. Das Schweigen symbolisiert Solidarität mit dem Schmerz und dem Leiden Christi und der Welt; Leid wird nicht „weggeredet“. Die Klanghölzer als Ersatz für Musik sollen dem Schrecken Ausdruck verleihen.

## Prozessionsordnung
In der Prozessionsordnung sind vorgeschrieben:
1. Berliner Dom
2. Marienkirche
3. Nikolaikirche
4. Schloßplatz
5. Friedrichswerdersche Kirche
6. St.-Hedwigs-Kathedrale
7. Französischer Dom

An den einzelnen Stationen werden Teile der Leidensgeschichte Jesu aus dem Neuen Testament verlesen und Strophen des Liedes O Haupt voll Blut und Wunden gesungen. 2015, im Themenjahr „Reformation und Politik“, waren Politiker zum Mitgehen eingeladen, die an den Stationen Erinnerungstexte vorlasen.